# Parafia Matki Bożej Wniebowziętej w Malicach Kościelnych
Parafia Matki Bożej Wniebowziętej w Malicach Kościelnych – parafia rzymskokatolicka, znajdująca się w diecezji sandomierskiej, w dekanacie Opatów.